# テレビ朝日ブログ捏造問題
テレビ朝日ブログ捏造問題（テレビあさひブログでつぞうもんだい）は、テレビ朝日のバラエティ番組『情報整理バラエティ ウソバスター』（第5回/2009年1月10日放送分）における「やらせ」問題である。「ネットの情報が本当であるかを検証する」という趣旨のコーナーで放映された複数のブログが、すべてスタッフにより番組のために作成されたものではないかという疑惑から問題が発覚した。1月13日にテレビ朝日は、番組スタッフが撮影用としてブログを作成したことを認めている。番組制作はノンプロダクションが担当している。

## 問題となった放送内容
2009年1月10日にテレビ朝日系列の全国ネットで放送された『情報整理バラエティ ウソバスター』で実際にインターネット上で公開されている複数のブログを取り上げ、そこに書かれている情報がウソであることを検証したVTRが放送された。
「簡単に情報を入手できるインターネット。そこには本当の情報もあれば、真っ赤な嘘情報もたぁくさんっ！ネットで見つけた6つの情報についてウソかホントかを見極めるテスト（ナレーションより）」
6つの情報についてナレーション部からの引用で説明する。（括弧書きをナレーション部とする）
File 1.NEWSの語源
「NEWSとは東西南北の情報を集めることから、North East West Southの頭文字をとった言葉なんだそうです。」（ブログ:かってにしんどばっと/gooブログ/2008-12-10 03:37:38）
正解：ウソ「英語のNEWにSをつけ、新しい情報をNEWSと呼ぶようになったといわれています。」
File 2.地下鉄にカーブが多い理由
「地下鉄のルートが駅から駅までの最短距離を通らず曲がってばかりいるのには理由があるそうで、それは風景の変わらない暗い地下を走り続けるため、運転士が眠くならないようわざとカーブを多く作ったからだそうです。」（ブログ:ドドンがドン/Yahooブログ/2008-12-10 00:42:09）
正解：ウソ「地下鉄にカーブが多いのは道路の下を通るため」
File 3.セメダインの名前の由来
「接着剤セメダインの名前は会社設立当時、最も有名だったイギリスの接着剤メンダインを日本から攻め出すという意味を込めたもの。攻め出せ！メンダインを略してセメダインと名づけられたというのです。」（ブログ:雑学欲/gooブログ/2008-12-10 03:00:54）
正解：ホント
File 4.サケとシャケの違い
「サケはシャケと呼んだりもしますが、実は加工される前生きている状態をサケ、加工された後をシャケと呼ぶんだそうです。」（ブログ:言の葉、知恵の実/gooブログ/2008-12-10 01:47:03）
正解：ウソ「文献によりますと、一般的にはサケ、東京ではシャケという、と記されています。」「つまりシャケの呼び名は江戸っ子訛りが世に広まったもの。これが本当の情報なんです。」
File 5.つまようじにミゾがある理由
「つまようじの頭にはギザギザのミゾがきざまれていますが、これはポキッと折って、このようにつまようじ置きにするために削られているとのこと。」（ブログ:ねこパンチ/gooブログ/2008-12-10 01:49:51）
正解：ウソ「つまりつまようじのミゾは単なるデザイン。これが本当の情報なんです。」
File 6.干支の猪はホントは豚
「日本で十二支の最後をかざるのは猪。ところが干支発祥の地、中国では猪ではなく豚なのだそうです。」（ブログ:こぐまのほっとけーき/Yahooブログ2008-12-10 15:40:53）
正解：ホント「干支が伝わった頃の古代日本には家畜である豚はいませんでした。そこで似た動物の猪が抜擢されたというんです。お国の事情で豚年がなくなったんですね。」
全6題中4題が不正解、つまりブログで誤った情報を与えているという例を出していることになる。

## ブログ捏造に関する疑惑
番組で取り上げられたブログには、以下のような不自然な点があった。
1. 大半のブログが、番組で取り上げられた記事しか書かれていない。
2. 記事の投稿日がいずれも2008年12月10日であり、投稿時刻もほぼ同じ時間帯である。

これらの点から、このブログが番組のために作成された物ではないかという疑惑が指摘されていた。ブログ捏造疑惑について、テレビ朝日は1月13日に謝罪文を同社ホームページに公表し、自作自演について全面的に認めた。

## 謝罪
テレビ朝日は1月13日、番組公式サイト上で「視聴者の皆様へお詫び」と題した謝罪メッセージを掲載した。その中では、『ウェブ画面撮影の許可を得ることができなかったため、イメージ撮影用にブログを作成した』と説明している。また問題の放送から1週間が経過した1月17日の同時間帯に、『番組は実在したネット情報を元に作成したが、ブログの映像にその旨を明記せず誤解を与えかねない表現となってしまった』という内容の謝罪テロップを流した。